# إسماعيل يبرير
إسماعيل يبرير كاتب، روائي، شاعر، وأستاذ جامعي جزائري من مواليد ولاية الجلفة جنوبي الجزائر، ولد في 05 أكتوبر/تشرين أول 1979. وهو متزوج وأب لأربعة أطفال، يقيم بالجزائر العاصمة رفقة زوجته الكاتبة الجزائرية أمينة شيخ. وهو خريج المدرسة الوطنية العليا للصحافة وعلوم الإعلام، بالجزائر العاصمة، وتحصل منها على شهادة ماستر في الصحافة السوسيوثقافية، حائز على شهادة الدكتوراه في اللسانيات وعلوم الاتصال.

## عمله في الصحافة
بدأ إسماعيل يبرير عمله كمسيّر لمؤسسة اتصال خاصة من 2004 إلى غاية 2006. ثم كصحفي في جريدة الجزائر نيوز إلى غاية 2008. ومارس بعدها نشاطه الصحفي في عدد من الجرائد منها الأمة العربية التي كان رئيسا لقسمها الثقافي ثم سكرتيرا عاما للتحرير فيها حتى جوان 2009، ثم انتقل للعمل في جريدة وقت الجزائر فكان فيها أيضا مسؤولا عن الشؤون الثقافية إلى غاية 2012. وأصبح بعدها رئيس تحرير جريدة الموعد اليومي، ثم مدير تحرير جريدة المستقبل العربي في جانفي 2014، وهو الآن محرر للشؤون الثقافية في وكالة الأنباء الجزائرية. وقد شغل منصب أستاذ «متعاقد» للسينما والدراما بكلية الفنون بجامعة الجلفة سنة 2013. كما كان عضوا في هيئة تحرير مجلة مسارات الأدبية، وكتب أكثر من عمود بالصّحافة الجزائرية وشارك بمقالات أدبية وثقافية في ملاحق متخصصة، رأس تحرير مجلتي "انزياحات" الثقافية، و"لجدار" التراثية الصادرتان عن وزارة الثقافة الجزائرية.

## نشاطه الأدبي
ألف إسماعيل يبرير عددا من الكتب في مختلف الأجناس الأدبية، ورغم أنه بدأ بالشعر إلا أن صيته ذاع كروائي من خلال روايته (وصية المعتوه، كتاب الموتى ضدّ الأحياء)، (ملائكة لافران) و (باردة كأنثى)، لم تحقّق مجموعاته الشعرية انتشارا مثل الذي حققته رواياته، فقد سبق أن قدّم «طقوس أولى» و«التمرين أو ما يفعله الشاعر عادة»، وعرف عنه الاشتغال بالمسرح، حيث ألف عددا من النصوص المسرحية. وحظيت أغلب كتاباته بتنويه النقاد والدارسين، ونالت جوائز في الجزائر وفي العالم العربي.

## اصدارت أدبية
صدر له:

### مجموعات شعرية
- طقوس أولى (مجموعة شعرية). منشورات أسامة، الطبعة الأولى 2008
- التمرين. أو ما يفعله الشاعر عادة (مجموعة شعرية). منشورات أسامة، الطبعة الأولى 2008.
- أسلي غربتي بدفء الرخام (مجموعة شعرية).دار العين للنشر (مصر)، 2016

### روايات
- ياموندا، ملائكة لافران، رواية، الطبعة الأولى 2008، الطبعة الثانية 2010، موفم للنشر (المؤسسة الوطنية للفنون المطبعية)، الطّبعة الثالثة 2016، دار برديّة ومصر العربية للنشر، القاهرة، مصر.
- بادرة كأنثى (رواية). منشورات الاختلاف الجزائر، ضفاف بيروت، الطبعة الأولى 2013.
- وصية المعتوه... كتاب الموتى ضد الأحياء (رواية). منشورات ميم، الجزائر، 2013.
- مولى الحيرة (رواية). منشورات مسكيلياني، تونس، 2016، منشورات حبر، طبعة الجزائر 2016.
- منبوذو العصافير (رواية)، دار العين، مصر، طبعة عربية، دار الحبر، طبعة الجزائر، 2019.
- العاشقان الخجولان (رواية)، دار صفصافة، مصر، طبعة عربية، دار الحبر، طبعة الجزائر، 2022.
- كأشباح ظريفة تتهامس (قصص)، دائرة الثقافة والإعلام. الشارقة. الإمارات العربية المتحدة 2011.
- مدار الكلب (قصص) دار صفصافة، مصر، طبعة عربية، دار الحبر، طبعة الجزائر، 2024.

### نصوص مسرحية
- الراوي في الحكاية (مسرحية). دائرة الثقافة والإعلام. الشارقة. الإمارات العربية المتحدة 2011.
- عطاشى (مسرحيّة)، دائرة الثقافة والإعلام، الشارقة، الإمارات العربية المتحدة 2018

### كتب جماعية
- حكاية الرواية الأولى، إعداد: هيثم حسين، دار قنديل للطباعة والنشر والتوزيع، دبي، الإمارات العربية المتحدة 2017
- المسرح والرواية، دراسات وشهادات، إعداد: عصام أبو قاسم، دائرة الثقافة والإعلام، الشارقة، الإمارات العربية المتحدة 2018
- حيزيّة حبّي، كتاب جماعي عن أسطورة الحبّ الجزائريّة باللّغتين العربيّة والفرنسيّة تحت إدارة: لزهاري لبتر، منشورات الحبر الجزائر، 2018.
- الطّاهر وطّار في الكتابة والحياة، كتاب مجلّة انزياحات، أوت 2020.

## الجوائز والتقديرات
حاز، تقديرا لأعماله، على عدد من الجوائز المحلية والعربية، ومنها: 
- جائزة وزارة المجاهدين للقصة القصيرة، 2006.
- جائزة الملتقى الدولي للرواية عبد الحميد بن هدوقة في القصة القصيرة 2007.
- جائزة أحسن نص شعري، الملتقى الوطني للإبداع الأدبي والفني، الجلفة، 2008.
- جائزة رئيس الجمهورية لإبداعات الشباب في الرواية، 2008.
- جائزة مؤسسة فنون وثقافة للقصة القصيرة 2009.
- جائزة رئيس الجمهورية لإبداعات الشباب في الشعر، 2011.
- جائزة الشارقة للإبداع العربي في المسرح. الشارقة. 2012.
- جائزة الطيب صالح العالمية للإبداع الكتابي في الرواية. الخرطوم. 2013
- جائزة محمد ديب للرّواية. تلمسان، الجزائر. 2018.

## روابط
- لقاء مع قناة KBC في معرض الجزائر الدولي للكتاب (نوفمبر 2016)
- تقرير قناة العربية حول فوز إسماعيل يبرير بجائزة الطيب صالح العالمية للإبداع الكتابي
- فيديو تسليم جائزة الطّيب صالح العالمية لاسماعيل يبرير عن روايته (وصية المعتوه)
- مسرحية الراوي في الحكاية (نص: إسماعيل يبرير واخراج نفطي سالم)
- مشاركة إسماعيل يبرير في برنامج «مرحبا» على اذاعة بومرداس الجهوية
- ضفاف l المجموعة القصصية "مدار الكلب".. رحلة في مدح الكلاب والبشر والوفاء للجزائري إسماعيل يبرير
- عن الكتابة والطباعة والمقاومة في الجزائر معرض عمان الدولي للكتاب
- الروائي إسماعيل يبرير.. حديث عن الرواية والذكاء الاصطناعي
- الثقافة والجوائز في الجزائر برنامج مسميات
- إسماعيل يبرير - الجزائر .. المدينة البيضاء | قالت لي
- التلفزيون الجزائري قناة الجزائرية الثالثة قراءات فرحات جلاب يستضيف اسماعيل يبرير
- الكاتب الجزائري إسماعيل يبرير في ضيافة قناة النيل الثقافية
- الكاتب الجزائري إسماعيل يبرير يوضح شكل المشهد الأدبي في شمال أفريقيا